# 胡允恭
胡允恭，字中澹，號性之，贵州石阡府籍，四川內江人，明朝政治人物，同進士出身。

## 生平
萬曆四十三年乙卯科（1615年）貴州鄉試第一名舉人。萬曆四十七年（1619年）己未科三甲十三名進士，大理寺觀政，本年六月授武昌府推官，天啓元年本省同考，四年改大名府教授，五年轉國子監博士，六年因母親去世辭官回鄉。

## 家族
曾祖胡珠。祖父胡卿義。父胡仲资，經歷。